# Van der Hofstadt
Van der Hofstadt, ook vaak geschreven Vander Hofstadt of Vanderhofstadt was een familie van notabelen in Brugge, van de zeventiende tot de eenentwintigste eeuw. Ze werd vooral bekend doordat zeven elkaar opvolgende leden van deze familie het ambt van notaris in Brugge uitoefenden.

## Geschiedenis
Binnen de familie bestond de overlevering dat de oorsprong van de familie lag bij Arnold van der Hofstadt, schepen van Leuven, die in 1288 na de Slag van Woeringen door hertog Jan I van Brabant in de adel zou zijn opgenomen. Deze filiatie is mogelijk, maar niet bewezen.
In 1426 verscheen in Brugge een Hemeric van der Hofstadt, poorter van Brugge, die de voorvader van de Brugse Van der Hofstadts kan zijn, hoewel ook hiervan geen onweerlegbaar bewijs bestaat. De bewezen afstamming begint met de zeventiende-eeuwse Etienne Van der Hofstadt.
De familie Van der Hofstadt telt talrijke leden. In 2009 telde hun genealoog 2.430 personen. Onder de naamdragers onderscheidt hij verschillende takken:
- de tak van de Brugse notarissen
- de afstammelingen van Paul Van der Haert-Devos, vooral in Brussel
- de afstammelingen van Charles Van der Haert-Van Bunnen, gevestigd in Luik en in Spanje.

De Van der Hofstadts behoorden in Brugge tot de notabelen, maar speelden slechts een bescheiden rol in het openbaar leven. Tijdens de revolutiejaren op het einde van de achttiende eeuw hielden ze zich op de achtergrond. In de negentiende eeuw werden een paar onder hen liberale schepen of raadslid van de stad. De familie werd algemeen tot de liberale en Franstalige zuil gerekend, hoewel toch allen katholiek waren, een paar leden van de familie kloosterzuster werden en de vicaris-generaal van het bisdom Brugge Jozef Vandermeersch langs zijn moeder bij de Van der Hofstadts hoorde.

## Genealogie en familiegeschiedenis
- Etienne Van der Hofstadt (°1635- ) [1]  x Marie Tambuyser.
  - Pierre Van der Hofstadt (1670-1748) x Petronilla Van Laethem (†ca. 1728) , xx Petronilla Priem (†1764). Van hem en van zijn tweede vrouw worden aangiften van nalatenschap bewaard in het Brugse stadsarchief.
    - Bernard Van der Hofstadt (1731 - 10 mei 1794) was de eerste notaris in deze familie.   Op 6 september 1758 werd hij beëdigd als procureur en klerk van de vierschaar in Brugge. Deze functie als ambtenaar van het stadsbestuur was cumuleerbaar met die van notaris of zelfstandig ambtenaar. Bernard bekleedde beide, tot aan zijn dood, vanaf 1791 bijgestaan door zijn zoon. Hij trouwde met Johanna D'Hollander (1739-1817) en ze kregen dertien kinderen, van wie er vijf trouwden. Hij werd als een der eersten begraven in de nieuwe centrale begraafplaats in Steenbrugge, terwijl er ook een gedenkplaat aan hem herinnert in de Onze-Lieve-Vrouwekerk.
      - Jozef I-Frans van der Hofstadt (19 maart 1765 - 25 november 1844) werd procureur-klerk van de vierschaar in januari 1791 en tweede notaris van de familie, in augustus 1791. Net als zijn vader doorstond hij de moeilijke revolutiejaren, dankzij een voorzichtige houding. Na de afschaffing van de vierschaar in 1797, bleef hij verder het ambt van notaris uitoefenen, tot in 1832. Hij woonde en hield kantoor in de Hoogstraat. Hij trouwde met Jeanne Decorte (1762-1845) en ze kregen drie zoons.
        - Joseph II - Jan Van der Haert (24 september 1796 - 21 juni 1881). Hij was de derde notaris Van der Haert, in Brugge van 1832 tot 1862, na eerst in 1831-1832 notaris te zijn geweest in Stalhille. Hij trouwde met Anne-Françoise Goddyn  (1806-1871) en ze kregen  zeven  zoons en vier dochters. Hij volgde zijn vader op in de Hoogstraat. Hij was eerst betrokken bij de Sint-Gillisparochie als hulpverlener voor de armen, om vanaf 1832 armenmeester te worden voor de Sint-Walburgaparochie en dit tot aan zijn dood.
          - Jules Van der Hofstadt (1828-1897) werd brouwer. Hij trouwde met Adèle De Vaerewaere (1831-1883) en ze kregen zes kinderen.
          - Joseph III - Leopold Van der Hofstadt (8 april 1834 - 18 juli 1896) was de vierde notaris Van der Hofstadt in Brugge, van 1862 tot 1896. Hij werd voorzitter van de Kamer van notarissen en was ook armenmeester op de Sint-Walburgaparochie. Hij trouwde met Coralie Schoutteten (Gent, 1833 - Blankenberge,1894) en ze kregen een zoon en vier dochters.
            - Alfred Van der Hofstadt (7 oktober 1869 - 6 november 1929) was de vijfde notaris Van der Hofstadt in Brugge, van 1896 tot 1925. Hij trouwde met Marie-Henriette Rooms (Lokeren, 1867 - Brugge, 1941) en ze kregen twee zoons. Hij woonde en hield kantoor eerst in de Predikherenstraat en vanaf 1899 in de Boomgaardstraat. Hij had als buitenverblijf de Villa Les Embruns op de Zeedijk in Blankenberge.
              - Paul Van der Hofstadt (26 augustus 1899 - 6 mei 1931) was de zesde notaris Van der Hofstadt en volgde zijn vader op in 1925. Hij was pas 32 toen hij overleed aan de gevolgen van de 'Spaanse griep'. Hij bevond zich toen in zijn buitenverblijf Les Fayards in Sint-Kruis. Hij was getrouwd met Marie-Marguerite Storie (1900-1982) en ze kregen vier zoons, van wie de oudste pas zeven was. De opvolging werd verzekerd door André Van Ortroy, die het notariaat overnam en kantoor hield in zijn woning op de Biskajersplein. De weduwe Van der Hofstadt vulde haar halve eeuw weduwschap op actieve wijze. Ze werd internationaal de vertegenwoordigster van de Brugse kant. In Brugge promoveerde ze actief het werk van haar broer, kunstschilder José Storie. In haar woning, Boomgaardstraat en in het Huis Storie, Steenhouwersdijk organiseerde ze vele jaren talrijke artistieke bijeenkomsten en manifestaties.
                - Guy Van der Hofstadt (25 april 1924 - 18 december 1983) werd in 1950 de zevende notaris Van der Haert.  Hij woonde met zijn drie broers bij zijn moeder in de Boomgaardstraat en liep in dezelfde straat lagere school in het koninklijke atheneum. Hij vervolgde met middelbare studies in de abdijschool van Sint-Andries. In juni 1944 werd hij beschuldigd van verzetsdaden, gearresteerd en naar Lager E/Kahla van de REIMAHG overgebracht. Hij kon het kamp ontvluchten en werd, geplaagd door tyfus, verzorgd in een ziekenhuis van het Amerikaanse leger. Na zijn rechtenstudies nam hij in 1950 de familiale studie opnieuw over die door André Van Ortroy voor hem was 'warm' gehouden en vervulde het ambt tot in 1982, met kantoor in het ouderlijk huis Boomgaardstraat. Hij nam toen ontslag en werd opgevolgd door Jean-Pierre De Meyer, hiermee een einde makende aan de notariële opvolging van vader op zoon gedurende 225 jaar. Hij trouwde met Janine De Marto (°1925) en had met haar een zoon en een dochter. In tweede huwelijk trouwde hij met Anne Bernheim (1943-1984) en met haar had hij een zoon. Hij overleed aan de gevolgen van een zwaar auto-ongeval.
                - Michel Van der Hofstadt (Brugge 1927 - Ukkel, 2009) werd de achtste notaris in de familie, echter niet in Brugge, maar in Turnhout. Hij trouwde met Jeannine Hachez (°1933) en ze kregen acht kinderen.

          - Paul Van der Hofstadt (1836-1900) werd bankier en was luitenant-kolonel van de Brugse Burgerwacht. Hij trouwde met Hortense De Vos (1837-1894) en ze kregen vier kinderen. Hij was liberaal kandidaat bij de gemeenteraadsverkiezingen in 1875 en 1878.
          - Edouard Van der Hofstadt (1843-1912) trouwde met Emma Forge. Het huwelijk bleef kinderloos. Hij werd luitenant-generaal in het Belgisch leger.
          - Richard Van der Hofstadt (1852-1918) was advocaat en stafhouder van de Brugse balie. Hij trouwde met Julia Britz (1857-1942) en ze hadden een zoon en een dochter.
            - Richard Van der Hofstadt (1884-1962) werd luitenant-generaal in het Belgisch leger. Hij trouwde met Annie Novent (1885-1968) en ze kregen twee dochters. In 1940 voerde hij het bevel over een infanteriedivisie en bracht de jaren 1940-1945 door in Duitse krijgsgevangenschap.

      - Jean-Justin Van der Hofstadt (16 januari 1780 - 16 januari 1866) trouwde met Françoise Goddyn (1776-1844). Hij was textielhandelaar en fabrikant, voorzitter van de Kamer van koophandel en schepen van de stad Brugge.
        - Auguste Van der Hofstadt (1812-1875) was schepen van Brugge. Hij trouwde met Anne Van Hecke (1800-1866).
          - Marie Van der Hofstadt (1841-1890) trouwde met Charles Vandermeersch (1832-1872)
            - Joseph Vandermeersch (1868-1952), was priester en vicaris-generaal van het bisdom Brugge.

        - Edmond Van der Hofstadt (1813-1904) trouwde met Elisabeth Du Jardin (1819-1891) en ze kregen zes kinderen. Zoals zijn schoonvader Felix Du Jardin werd hij bankier. In de jaren na 1874 werd hij mee getroffen door de problemen die de Bank Du Jardin naar het failliet leidden.
          - Jerome Van der Hofstadt (1844-1927) was bankier zoals zijn vader. Hij trouwde met Aline Sheridan (1855-1936), oudste van de twaalf kinderen van de provinciaal griffier Jacques Sheridan (1811-1891) en Leonie Goddyn.

## Voetnoot
1. ↑   Wanneer niet vermeld, zijn de geboorte- en  overlijdensplaatsen over het algemeen te lezen als 'Brugge'.